# Balatonrendes
Balatonrendes è un comune dell'Ungheria di 141 abitanti (dati 2001). È situato nella contea di Veszprém.